# شهرستان چئونگسونگ
شهرستان چئونگسونگ (به لاتین: Cheongsong County) یک منطقهٔ مسکونی در کره جنوبی است که در جئونسانگبوک-دو واقع شده‌است. شهرستان چئونگسونگ ۸۴۲٫۴۵ کیلومتر مربع مساحت و ۳۱٬۳۱۳ نفر جمعیت دارد.